# Liste der Monuments historiques in Beure
Die Liste der Monuments historiques in Beure führt die Monuments historiques in der französischen Gemeinde Beure auf.

## Liste der Immobilien
| Bezeichnung | Beschreibung                       | Standort                 | Kennzeichnung | Schutzstatus | Datum | Bild |
| ----------- | ---------------------------------- | ------------------------ | ------------- | ------------ | ----- | ---- |
| Römerstraße | gallo-römisch                      | östlich des Ortes (Lage) | PA00101614    | Classé       | 1975  |      |
| Tankstelle  | 1972 erbaut, Architekt Jean Prouvé | 22 route de Lyon (Lage)  | PA25000078    | Inscrit      | 2012  |      |

## Liste der Objekte
| Bezeichnung                            | Beschreibung                                   | Standort                          | Kennzeichnung | Schutzstatus | Datum | Bild |
| -------------------------------------- | ---------------------------------------------- | --------------------------------- | ------------- | ------------ | ----- | ---- |
| Gemälde Heiliger Werner von Oberwesel  | Ölfarbe auf Leinwand, 18. Jahrhundert          | in der Kirche St-Hippolyte (Lage) | PM25001566    | Classé       | 1992  |      |
| Skulptur Heiliger Werner von Oberwesel | Holz, farbig gefasst, 18. oder 19. Jahrhundert | in der Kirche St-Hippolyte (Lage) | PM25001895    | Inscrit      | 1992  |      |
| Orgel                                  | Haupteintrag für PM25000387                    | in der Kirche St-Hippolyte (Lage) | PM25002509    | Classé       | 1989  |      |
| Instrumentalteil der Orgel             | um 1859 von François-Nicolas Georges gebaut    | in der Kirche St-Hippolyte (Lage) | PM25000387    | Classé       | 1989  |      |